# Stibismo
Lo stibismo è l'intossicazione da antimonio e suoi derivati penetrati nell'organismo per via inalatoria o per ingestione.

## Manifestazioni
La forma acuta, dovuta a inalazione, dà disturbi respiratori che possono essere seguiti da collasso.
La forma cronica rientra nelle malattie professionali, perché colpisce gli addetti alla lavorazione dell'antimonio. Essa provoca disturbi a carico dell'apparato digerente, insonnia, facile irritabilità e non rare sono anche le alterazioni cutanee.

## Etimologia
La parola deriva dal latino "stibium" antimonio.